# Kepler-69
Kepler-69 è una stella di dodicesima magnitudine situata nella costellazione del Cigno, a circa 1940 anni luce dal sistema solare. Si tratta di una stella di tipo solare, attorno alla quale, tra il 2011 e il 2013, sono stati scoperti due pianeti extrasolari. Le scoperte sono avvenute mediante il metodo del transito nell'ambito della missione Kepler.
Inizialmente conosciuta con il suo numero di catalogo KOI-172, il 18 aprile 2013 la stella e il suo sistema sono stati inclusi nel catalogo delle scoperte Kepler, rendendolo così il 69° sistema confermato dalla missione.

## Caratteristiche fisiche
Kepler-69 è una nana gialla un po' più piccola del Sole, ed ha una massa e una luminosità attorno all'80% della nostra stella. La temperatura superficiale è leggermente più bassa, attorno ai 5638 K, mentre l'abbondanza di elementi più pesanti dell'elio, nota come metallicità, è circa la metà di quella del Sole.

## Sistema planetario

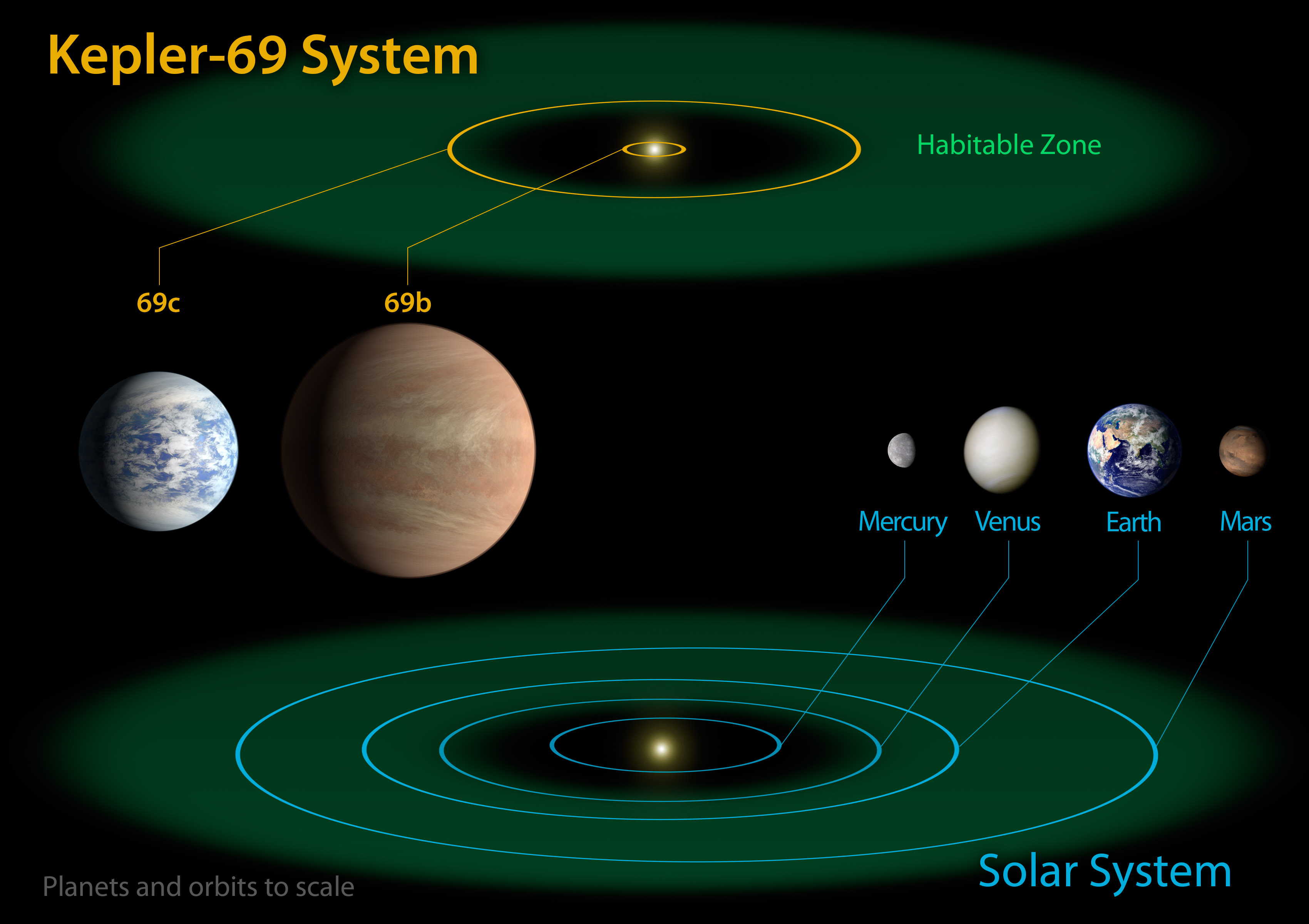
Comparazione tra il sistema di Kepler-69 e il sistema solare.

Il primo pianeta scoperto, Kepler-69 b, orbita piuttosto vicino alla stella madre, a circa 0,1 UA con un periodo orbitale di 13,7 giorni. Il suo raggio è oltre il doppio di quello della Terra, mentre per la determinazione della massa serviranno ulteriori osservazioni con le velocità radiali. Il secondo pianeta, Kepler-69 c, annunciato nel gennaio 2013 come KOI-172.02, orbita a circa 0,64 UA dalla stella, nella zona abitabile del sistema, ed ha un raggio una volta e mezzo quello terrestre. Per queste sue caratteristiche il pianeta ha riscosso subito molto interesse da parte del pubblico, in quanto primo vero pianeta di massa terrestre e non superterrestre ad orbitare nella zona abitabile di una stella di tipo solare. Come per il pianeta più interno serviranno successive osservazioni per la determinazione della massa e quindi della sua densità. Da questa si può infatti dedurre la composizione del pianeta, se prevalentemente rocciosa, metallica o la presenza di un grande oceano globale.
Il prospetto del sistema di Kepler-69 è il seguente:
| Pianeta     | Tipo        | Raggio  | Periodo orb.  | Sem. maggiore | Eccentricità | Incl. orbita | Scoperta |
| ----------- | ----------- | ------- | ------------- | ------------- | ------------ | ------------ | -------- |
| Kepler-69 b | Super Terra | 2,36 R⊕ | 13,722 giorni | 0,109 UA      | 0,16         | 89,62°       | 2011     |
| Kepler-69 c | Super Terra | 1,79 R⊕ | 242,47 giorni | 0,74 UA       | 0,14         | 85,85°       | 2013     |